# Chiesa di San Giacomo Apostolo (Pasian di Prato)
La chiesa di San Giacomo Apostolo è la parrocchiale di Pasian di Prato, in provincia e arcidiocesi di Udine; fa parte del vicariato urbano di Udine.

## Storia
La prima citazione di un luogo di culto pasianese risale al 1387 ed è contenuto in un documento in cui è menzionato un certo pre' Johannes, cappellano dell'ecclesia del Pasagliano de Prato.
Questa chiesa, già dipendente dalla pieve di Santa Maria di Udine, venne eretta a parrocchiale intorno al 1582.
Nel 1898 fu posta la prima pietra del nuovo campanile, poi inaugurato il 17 luglio 1910: negli anni venti del Novecento si procedette alla demolizione dell'antica torre campanaria e alla tinteggiatura della chiesa.
Già nel decennio successivo partì una raccolta fondi per l'ampliamento della parrocchiale, anche se successivamente si optò per una riedificazione dalle fondamenta; tra i vari progetti presentati fu scelto infine quello dell'architetto Giacomo Della Mea, elaborato nel 1959.

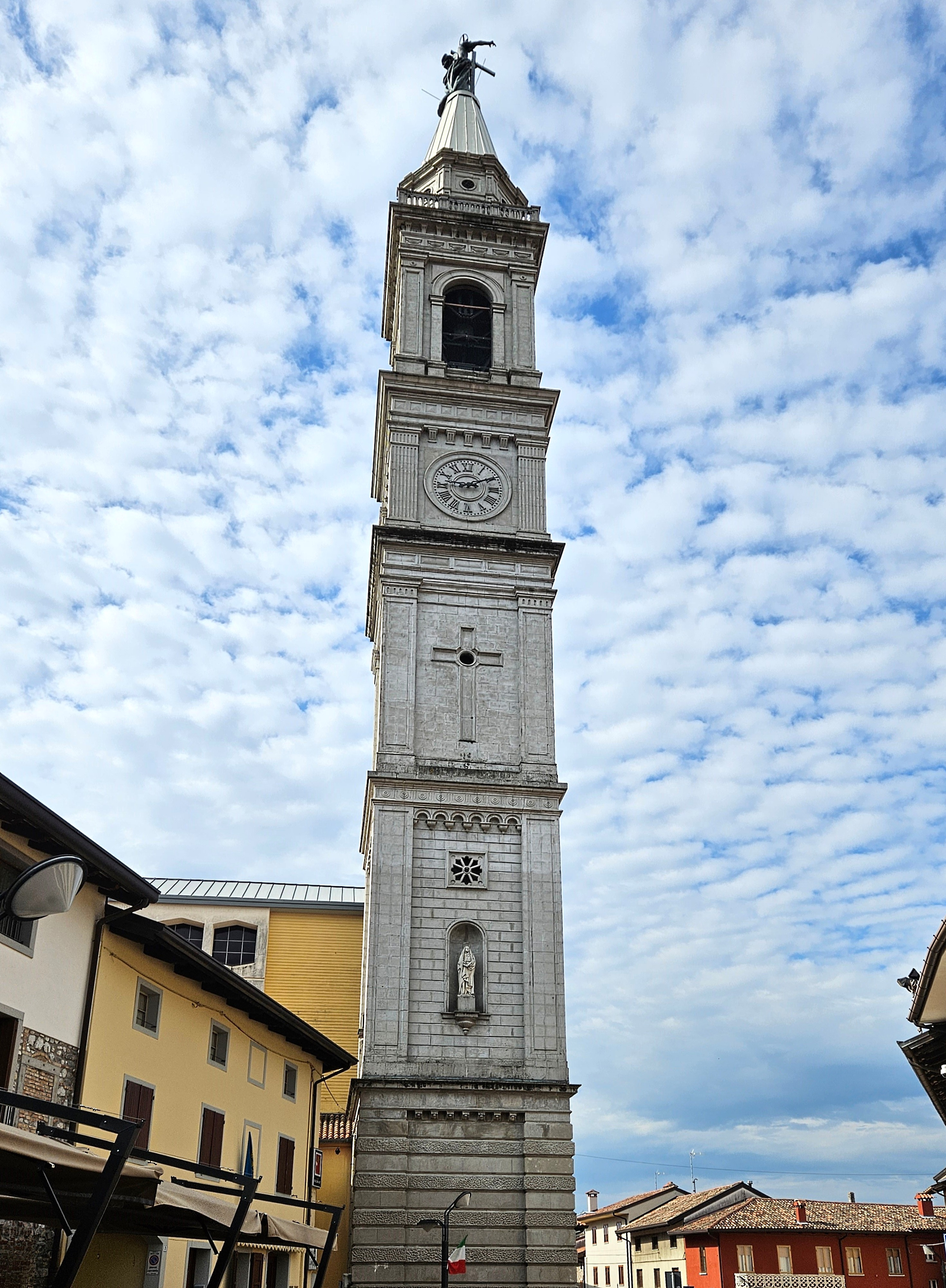
Il campanile

La vecchia chiesa venne abbattuta nel 1961 e nel luglio del medesimo anno iniziarono i lavori di costruzione del nuovo edificio di culto; la parrocchiale fu terminata nel 1968 e poi consacrata il 14 settembre 1969 dal vescovo ausiliare Emilio Pizzoni.
Intorno al 1990 si provvide ad eseguire l'adeguamento litrugico secondo le norme postconciliari, in occasione del quale si procedette ad installare l'altare rivolto verso l'assemblea e l'ambone.

## Descrizione

### Esterno
La facciata a capanna della chiesa, rivolta a occidente e rivestita in mattoni a faccia vista, presenta al centro i tre portali ingresso, protetti da un portichetto, e sopra varie feritoie e finestrelle.

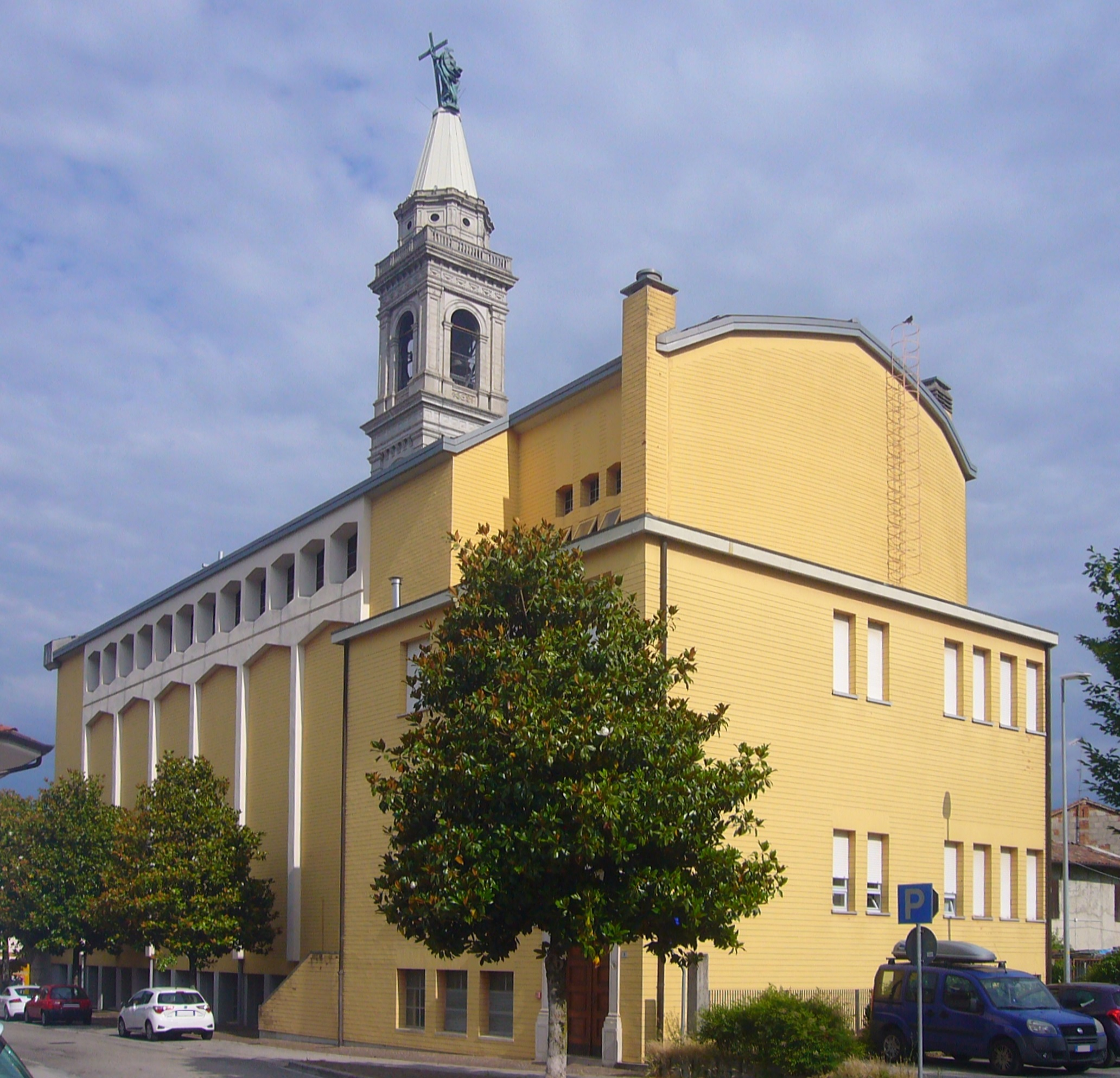
L'abside e il fianco meridionale della chiesa

Accanto alla parrocchiale sorge il campanile a base quadrata, suddiviso in più registri da cornici marcapiano; la cella presenta su ogni lato una monofora a tutto sesto ed è coronata dalla guglia piramidale, poggiante sul tamburo ottagonale e sormontata dalla statua con soggetto il Santissimo Redentore, realizzata a Udine nel 1908.

### Interno
L'interno dell'edificio si compone di un'ampia navata principale, sulla quale si affaccia una navatella sul lato settentrionale e le cui pareti sono suddivise in due registri, di cui l'inferiore scandito da lesene e il superiore rivestito in mattoni; al termine dell'aula si sviluppa il presbiterio, rialzato di alcuni gradini e chiuso dall'abside.
Qui sono conservate diverse opere di pregio, tra le quali i due altari barocchi di Santa Maria Addolorata e di San Valentino, la lignea Via Crucis, risalente al XVIII secolo, e la pala raffigurante San Giacomo, collocata sull'ambone.